# Upplands runinskrifter 513
Upplands runinskrifter 513 är en runsten som  är inmurad cirka 1 meter ovanför markytan på utsidan av den östra korväggen i Rimbo kyrka. Runorna vetter utåt och är väl bevarade. En liten del av runstenens topp är dock bortslagen.

## Inskriften

### Inskriften i runor
ᛅᚾᚢᚾᛏᚱ᛫ᛅᚢᚴ᛫ᛅᛁᚱᛁᚴᚱ᛫ᛅᚢᚴ᛫ᚼᛅᚴᚢᚾ᛫ᛅᚢᚴ᛫ᛁᚾᚴᚢᛅᚱ᛫ᚱᛅᛁᛋ___
___ᚦᛁᚾᛅ᛫ᛁᚠᛏᛁᚱ᛫ᚱᛅᚴᚾᛅᚱ᛫ᛒᚱᚢᚦᚢᚱᛋᛁᚾ᛫ᚴᚢᚦ᛫ᚼᛁᛅᛚᛒᛁᛅᚾᛏ᛫ᚼᛅᚾᛋ

### Inskriften i translitterering
* anuntr * auk * airikr * auk * hakun * auk * inkuar * rais-- ... 
(þ)(i)(n)-(a) * (i)(f)(t)ir * raknar * bruþur sin * kuþ * hialbi ant * hans

### Inskriften i normalisering
Anundr ok ÆirikR ok Hakon ok Ingvarr ræis[tu stæin]
þenn[s]a æftiR Ragnar, broður sinn. Guð hialpi and hans.

### Inskriften i översättning
"Anund och Erik och Håkan och Ingvar reste denna sten
efter Ragnar, sin broder. Gud hjälpe hans ande."

## Historia
Vid Husby-Sjuhundra kyrka, 8 km längre österut, finns U 540, som också restes av bröderna Erik, Håkon och Ingvar tillsammans med Ragnhild. På denna sten saknas den delen av inskriften som berättade åt vem den restes. Eftersom brodern Anund inte längre står med bland de som reste U 540 kan antas att det är just han som dog i Grekland.